# دیومسکی
دیومسکی (انگلیسی: Dyomsky) یک شهرک در شهرستان بیژبولیاکسکی باشقیرستان کشور روسیه است.